# Île du Bec
L'île du Bec est un îlot côtier, accessible à marée basse via une queue de comète de 420 mètres, au large de Lampaul-Ploudalmézeau dans le nord du Finistère. Elle se trouve à 430 mètres de l'île de Rosservo. L'île appartient au Conservatoire du littoral.

## Toponymie
L'île du Bec tire son nom du breton Enez ar Beg, « l'île de la Pointe ».

## Histoire
Les vestiges d'un atelier de bouilleur de sel d'époque gauloise y sont présents ainsi que les ruines d'habitations de goémoniers et un four à goémon.

## Environnement

### Faune

#### Crustacés
Trois espèces de cloporte sont recensées sur l'île : le cloporte commun, le porcellion rude et la philoscie des mousses.

#### Gastéropodes
Trois espèces d'escargot sont recensées sur l'île : le cornet étroit (en), Helix aspersa et la caragouille rosée.

#### Insectes
Le conocéphale bigarré, une sauterelle, et quatre espèces de papillons de jour y sont recensés : le myrtil, le demi-deuil, le fadet commun et la piéride de la rave.

#### Oiseaux
L'alouette des champs et le pipit maritime y ont été observés et représente un intérêt pour le nichage de plusieurs espèces d'oiseaux.

#### Mammifères
Le rat surmulot est une menace potentielle pour la faune autochtone de l'île. Le renard roux peut aussi accéder à l'île à marée basse.

### Flore

#### Monocotylédones
- Commelinidées :
  - Poales :
    - Cypéracées : Laîche des sables.
    - Poacées : Chiendent du littoral, Fétuque à feuilles de jonc.

#### Dicotylédones vraies
- Ranunculales :
  - Renonculacées : Renoncule bulbeuse.

- Rosidées
  - Fabidées :
    - Fabales :
      - Fabacées : Lotier corniculé, Luzerne lupuline, Trèfle de l'ouest.

    - Rosales :
      - Rosacées : Potentille rampante, Ronce des bois.

  - Malvidées :
    - Brassicales :
      - Brassicacées : Radis maritime.

- Caryophyllales (clade des Superastéridées)
  - Amaranthacées : Arroche hastée, Bette maritime.
  - Caryophyllacées : Silène maritime, Spergulaire des rochers.
  - Plombaginacées : Armérie maritime.
  - Polygonacées : Oseille crépue.

- Astéridées :
  - Ericales
    - Primulacées : Glauce maritime.

  - Lamiidées :
    - Gentianales :
      - Rubiacées : Gaillet des sables.

    - Solanales :
      - Solanacées : Morelle douce-amère.

  - Campanulidées :
    - Apiales :
      - Apiacées : Criste marine, Carotte à gomme, Panicaut champêtre.
      - Araliacées : Lierre grimpant.

    - Asterales :
      - Astéracées : Chardon penché, Chardon à petits capitules, Vergerette de Sumatra, Crépide capillaire, Matricaire maritime, Séneçon de Jacob, Séneçon commun.